# United-Air-Lines-Flug 23
Auf dem United-Air-Lines-Flug 23 stürzte am 10. Oktober 1933 eine Boeing 247 durch eine Bombenexplosion ab. Die Maschine schlug nahe der Ortschaft Chesterton (Indiana) auf. Bei dem Anschlag kamen alle sieben Insassen ums Leben.

## Flugverlauf
Die Boeing 247 der United Air Lines (Kennzeichen: NC13304) sollte einen transkontinentalen Linienflug von Newark (New Jersey) nach Oakland (Kalifornien) durchführen, der planmäßig mit mehreren Zwischenstopps absolviert wurde. Der Absturz ereignete sich auf der Teilstrecke von Cleveland nach Chicago. Auf dieser Etappe befanden sich neben den drei Besatzungsmitgliedern (Pilot Harold R. Tarrant, Co-Pilot A. T. Ruby und die Flugbegleiterin Alice Theresa Scribner) nur vier Passagiere an Bord, darunter Warren Burris, ein angestellter Radiotechniker des Unternehmens. Die Maschine sollte planmäßig um 20:55 Uhr Ortszeit in Chicago landen, hatte sich aber wegen starker Gegenwinde um 15 Minuten verspätet. Die Besatzung meldete sich letztmals um 20:39 Uhr routinemäßig bei der Flugsicherung. Zu dieser Zeit befand sich die Maschine in einer Flughöhe von 460 Metern (1500 Fuß). Eine weitere Meldung der Piloten wurde um 20:59 Uhr erwartet, blieb aber aus.
Nach Ansicht der Ermittler brachte ein aus Nitroglycerin oder Schießpulver bestehender Sprengsatz die Maschine zum Absturz. Dieser war im hinteren Kabinenabschnitt platziert worden, entweder in der dortigen Bordtoilette oder im angrenzenden Gepäckabteil. Durch die Explosion wurden das Heck einschließlich des Leitwerks vom Rumpf getrennt sowie zwei Passagiere aus der Maschine gerissen. Das Flugzeug schlug etwa acht Kilometer (fünf Meilen) südöstlich der Stadt Chesterton im Bundesstaat Indiana auf. Das Heck entdeckte man rund 800 Meter entfernt vom Hauptwrack. Entlang der Bruchkante waren die Rumpfbleche durch die Detonation zerrissen und nach außen gebogen worden. In der hölzernen Innenverkleidung des Hecks steckten diverse Metallstücke. Im Umkreis von 1,6 Kilometern um den Einschlagskrater fanden die Ermittler kleinere Trümmerteile, darunter einige Metallbolzen, die nicht vom Flugzeug, sondern vermutlich vom Sprengsatz stammten.
Eine Gasexplosion in einem der Tragflächentanks oder eine defekte Treibstoffleitung konnten als mögliche Unfallursache eindeutig ausgeschlossen werden. Mehrere Personen am Boden hatten den Explosionsknall gehört und den Absturz beobachtet. Auch sie gaben an, dass das Flugzeug vor dem Aufprall nicht brannte.
Trotz einer mehrjährigen Untersuchung durch das FBI blieben die Hintergründe der Tat ungeklärt, ebenso konnten weder ein Verdächtiger noch der/die Täter ermittelt werden. Die ursprüngliche Annahme, dass einer der Insassen die Bombe in selbstmörderischer Absicht gezündet hatte, wurde nach umfangreichen Ermittlung im privaten Umfeld der Personen ausgeschlossen. Die damalige Presse stellte verschiedene Theorien zur Motivation der Täter und zum Ablauf des Anschlags auf, die sich aber allesamt nicht beweisen ließen.